# Forêt de Thelle
La forêt de Thelle est un massif forestier situé dans le département de l'Oise, en région Hauts-de-France, à 20 km au sud-ouest de Beauvais. La forêt domaniale de Thelle fait partie des 64 principaux sites naturels de l'ancienne région administrative Picardie.

## Géographie physique
La forêt se situe sur le plateau de Thelle à une altitude variant de 118 mètres à l'extrémité sud de la forêt à 229 mètres au nord, en direction de la cuesta du Bray. La cuesta, qui limite au sud la dépression du Bray, est une falaise abrupte froide surplombant d'une centaine de mètres la fosse bocagère du Bray. Dans le massif, le relief est peu marqué, à l'exception du fossé constitué par la Grande Vallée, depuis le village de Lalandelle, puis par la Vallée Surelle, qui traverse la forêt dans un axe nord-est/sud-ouest en direction de Sérifontaine.
La forêt domaniale jouxte plusieurs bois communaux ou privés (le bois communal de Lalandelle, le bois des Grands Domaines, le bois de la Côte de Villemogne, le bois de Flavacourt), qui augmentent d'autant la surface boisée.
La forêt de Thelle est traversée d'est en ouest par le GR 125 entre les communes de Lalandelle et de Lalande-en-Son.

## Géographie administrative
La forêt s'étend sur les communes de Lalandelle, du Coudray-Saint-Germer et de Flavacourt. Les bois attenant au domaine s'étendent également sur les communes du Vauroux, de Labosse et du Vaumain. Une enclave de la forêt, constituée du bois de l'Éclat et du bois du Mesnil, s'étend sur les communes du Coudray-Saint-Germer et de Lalande-en-Son.

## Faune et flore
La forêt est constituée d'un mélange riche de futaies de chênes et de taillis, principalement dans la partie Est, d'un mélange riche de futaies de hêtres et de taillis, dans la partie sud-ouest et de quelques parcelles de conifères : pins laricio, originaires des montagnes de Corse, épicéas, Douglas centenaires (source : IFN). 
Les hêtraies centenaires sont le lieu d'habitat privilégié du pic noir. La forêt est peuplée par des chevreuils et des cerfs.

## Lieux remarquables
- Dolmen. Chêne tri-centenaire du bois de Champignolle couché par la tempête en février 2022,
- Ancien four à chaux en direction du village de Lincourt,
- Maison forestière des Petits Domaines (ruinée),
- Ancienne maison forestière de Champignolle (ruinée),
- Le point de vue sur la Vallée Surelle par la route des rideaux,
- La borne des Quatre Seigneurs,
- Les sapins Douglas centenaires du carrefour des Sapins,
- Le hameau des Routis, dont les maisons à colombages sont typiques de la région.

La forêt se prête bien à la randonnée à pied, à cheval ou en VTT. Elle est dans son ensemble  quadrillée de routes forestières empierrées et de chemins d'exploitation, distribués par six carrefours. En l'absence de tout balisage, hormis sur la portion du GR 123, une carte est utile pour les randonneurs qui entreprennent un circuit. La traversée nord-sud (par la Grande-Vallée, la Vallée Surelle, le carrefour des Sapins, la route de l'Eclat, puis la route des Rideaux) peut être estimée à 6 km.